# Кайли (Гуйчжоу)
Кайли́ (кит. упр. 凯里, пиньинь Kaǐlǐ) — городской уезд Цяньдуннань-Мяо-Дунского автономного округа провинции Гуйчжоу (КНР).

## История
Во времена империи Цин эти места входили в состав уезда Цинпин (清平县). После Синьхайской революции в Китае была проведена сверка названий уездов по всей стране, и так как выяснилось, что в провинции Шаньдун уже имеется уезд с таким названием, в 1914 году уезд Цинпин был переименован в Лушань (炉山县).
После вхождения этих мест в состав КНР в 1950 году был создан Специальный район Чжэньюань (镇远专区), и уезд вошёл в его состав. 27 января 1951 года в составе уезда был образован Кайли-Мяоский автономный район (凯里苗族自治区), став первым автономный районом народности мяо в провинции Гуйчжоу.
В 1956 году Специальный район Чжэньюань был расформирован, и был образован Цяньдуннань-Мяо-Дунский автономный округ; выделенный в отдельный уезд Кайли (凯里县) был выбран в качестве места размещения властей автономного округа.
1 января 1959 года к уезду Кайли были присоединены уезды Лушань, Мацзян, Лэйшань и Даньчжай. В августе 1961 года уезды Мацзян, Лэйшань и Даньчжай были воссозданы; земли же изначального уезда Лушань так и остались уездом Кайли.
В августе 1983 года постановлением Госсовета КНР уезд Кайли был преобразован в городской уезд.

## Административное деление
Городской уезд делится на 7 уличных комитетов, 9 посёлков и 2 волости.

## Транспорт
Важное значение имеет скоростная автомагистраль Кайли — Лэйшань.